# Audrey Bastien
Pour les articles homonymes, voir Bastien.
Audrey Bastien, née le 10 décembre 1991 à Courcouronnes, est une actrice française.

## Biographie
Audrey Bastien a été remarquée dès l'âge de 17 ans dans le film Simon Werner a disparu de Fabrice Gobert, sélectionné dans la section Un Certain regard au Festival de Cannes en 2010. Elle incarne un des rôles principaux dans J'aime regarder les filles, face à Pierre Niney et Lou de Laâge.
En 2013, elle incarne une adolescente, Julia, dans Puppylove de la réalisatrice Delphine Lehericey aux côtés de Solène Rigot et Vincent Perez. Elle est aussi l'une des jeunes femmes dans l'histoire rocambolesque de Deux Automnes Trois Hivers de Sébastien Betbeder avec Vincent Macaigne. Elle retrouve ce même acteur deux ans plus tard dans Une histoire américaine.
En 2015, elle est sélectionnée par les Talents Cannes Adami.
En 2016, elle est l'interprète féminin principale de For This Is My Body aux côtés de Carl Barât et Fanny Ardant,.

## Filmographie

### Cinéma
- 2010 : Simon Werner a disparu...
- 2011 :  J'aime regarder les filles
- 2012 : Bye Bye maman (court métrage) de Keren Marciano
- 2013 : Puppylove
- 2013 : Ophelia (court métrage) de Annarita Zambrano
- 2013 : Deux Automnes Trois Hivers
- 2014 : Une histoire américaine
- 2014 : La Braconne de Samuel Rondière
- 2015 : Le Grand Jeu
- 2015 : Waiting for you
- 2016 : For This Is My Body
- 2016 : L'Âme du tigre
- 2017 : Nos patriotes

### Télévision
- 2010 : Xanadu
- 2012 : Yann Piat, chronique d'un assassinat
- 2014 : Entre vents et marées
- 2016 : The Collection : Colette
- 2017 : On va s'aimer un peu, beaucoup... : Garance